# ناحیه چنگر
ناحیهٔ چنگر (به مجاری: Csengeri járás) یک ناحیه در مجارستان است که در سابولچ-ساتمار-برگ واقع شده‌است. ناحیهٔ چنگر ۲۴۶٫۵۱ کیلومتر مربع مساحت و ۱۳٬۴۸۵ نفر جمعیت دارد.